# Challenge League (Malta)
La Challenge League  (conosciuta anche come BOV Challenge League per motivi di sponsorizzazione) è la seconda serie del campionato di calcio maltese.

## Formula
Il 13 gennaio 2011, l'Associazione calcistica di Malta ha deciso di espandere il campionato a 12 squadre, mentre in precedenza erano 10..
Dalla stagione 2017-18, le regole del campionato prevedevano 14 squadre, che si affrontavano in un girone all'italiana di andata e ritorno. Al termine del campionato le prime due squadre erano promosse direttamente alla Premier League maltese, mentre le ultime due squadre erano retrocesse alla Second Division maltese. In aggiunta, erano previsti due spareggi, uno valevole per la promozione fra la terza classificata e la terzultima della massima serie ed un altro fra la squadra arrivata dodicesima e la terza classificata in Second Division.
A seguito della riforma dei campionati varata dalla federazione maltese, dal 2020 la divisione ha assunto il nome di Challenge League. La stagione 2022-2023 ha visto l'adozione di un formato a 18 squadre, con tre promozioni e quattro retrocessioni. 18 squadre si sono sfidate nel campionato che ha incluso le quattro squadre promosse dalla Amateur League e una squadra retrocessa dalla Premier League. Questa stagione ha giocato un solo round. Dopo il primo turno, i primi sei si sono affrontati due volte per determinare il vincitore della Challenge League e le ulteriori promozioni e retrocessioni.
Dalla stagione 2023-2024 si è deciso di adottare un formato a due fasi per il campionato, ora suddiviso in un primo girone all'italiana di partite di sola andata, ed in un secondo round di Play-off e play-out fra le prime sei squadre classificate in un caso e le ultime 10 nell'altro, per determinare le promozioni e le retrocessioni. Il numero delle squadre partecipanti è stato contestualmente portato a 16 in totale.

## Squadre 2024–2025
- Fgura Utd
- Gudja Utd
- Lija Athletic
- Marsa
- Mġarr
- Mtarfa
- Pietà Hotspurs
- St. Andrews
- St. Lucia
- Senglea Athletic
- Swieqi Utd
- Tarxien Rainbows
- Valletta
- Żebbuġ Rangers
- Żurrieq

## Albo d'oro
| Anno      | Campioni           | Secondo posto    |
| --------- | ------------------ | ---------------- |
| 2000-2001 | Marsa              | Lija Athletic    |
| 2001-2002 | Marsaxlokk         | Mosta            |
| 2002-2003 | Msida Saint-Joseph | Balzan Youths    |
| 2003-2004 | Żabbar St. Patrick | Lija Athletic    |
| 2004-2005 | Ħamrun Spartans    | Mosta            |
| 2005-2006 | St. George's       | Marsa            |
| 2006-2007 | Ħamrun Spartans    | San Ġwann        |
| 2007-2008 | Tarxien Rainbows   | Qormi            |
| 2008-2009 | Dingli Swallows    | Vittoriosa Stars |
| 2009-2010 | Marsaxlokk         | Vittoriosa Stars |
| 2010-2011 | Balzan Youths      | Mqabba           |
| 2011-2012 | Melita             | Rabat Ajax       |
| 2012-2013 | Naxxar Lions       | Vittoriosa Stars |
| 2013-2014 | Pietà Hotspurs     | Żebbuġ Rangers   |
| 2014-2015 | Pembroke Athleta   | St. Andrews      |
| 2015-2016 | Gżira Utd          | Ħamrun Spartans  |
| 2016-2017 | Lija Athletic      | Senglea Athletic |
| 2017-2018 | Qormi              | Pietà Hotspurs   |
| 2018-2019 | Sirens             | Gudja Utd        |
| 2019-2020 | Żejtun Corinthians | Lija Athletic    |
| 2020-2021 | Non terminata      | Non terminata    |

| Anno      | Campioni         | Promosse           | Promosse       |
| 2021-2022 | Żebbuġ Rangers   | Marsaxlokk         | Pietà Hotspurs |
| 2022-2023 | Sliema Wanderers | Naxxar Lions       |                |
| 2023-2024 | Melita           | Żabbar St. Patrick |                |